# Vestingwerken van Saint-Valery-sur-Somme

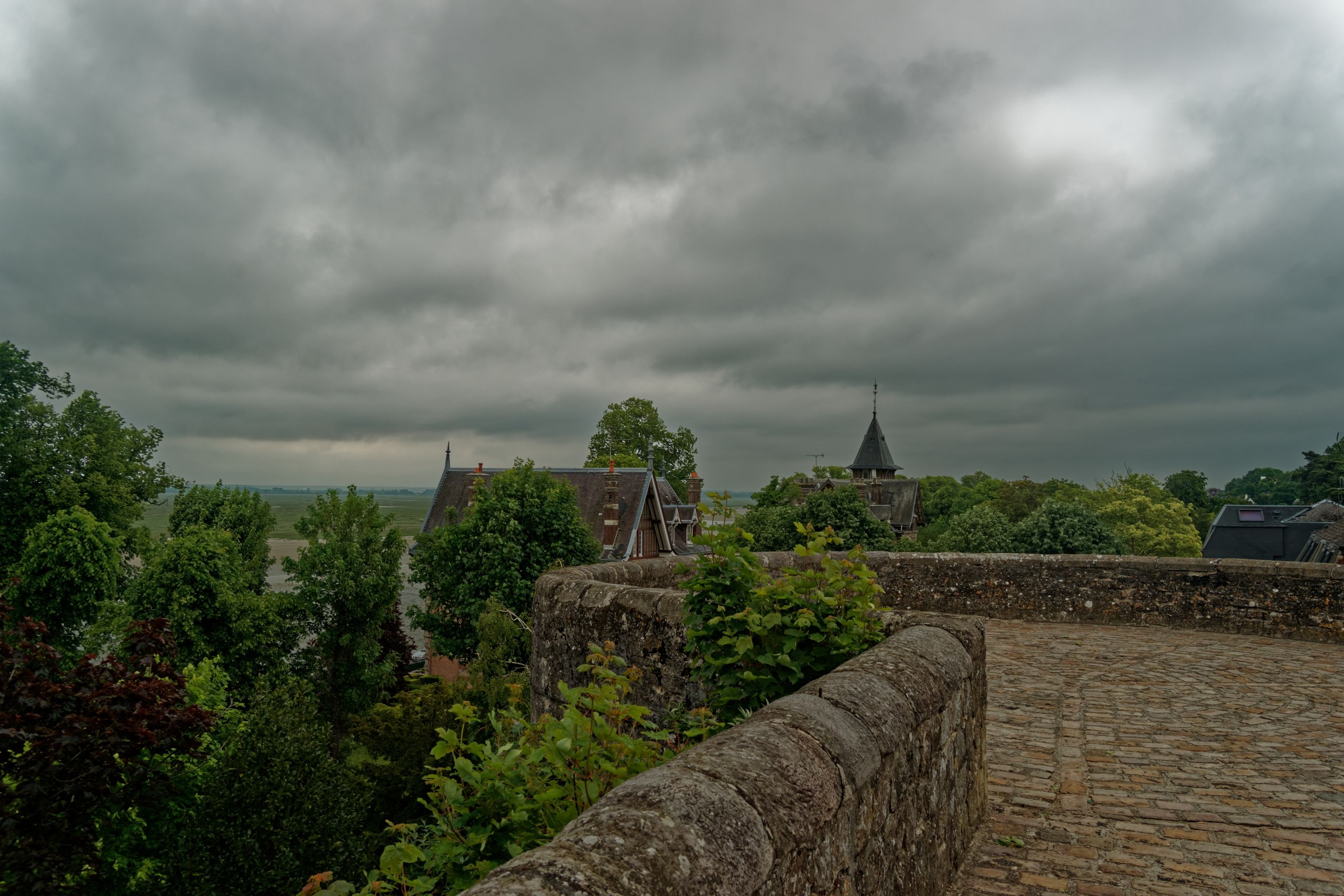
Gezicht vanaf de stadsmuur

De Vestingwerken van Saint-Valery-sur-Somme bevinden zich in de tot het Franse departement Somme behorende stad Saint-Valery-sur-Somme.
In het verleden had Saint-Valery-sur-Somme een citadel, bestaande uit muren, grachten, torens en een donjon. De stadsmuur werd door de Engelsen nog vergroot, waartoe ze het materiaal gebruikten dat vrijkwam bij de sloop van de abdij. Zo kon er een garnizoen van 500 soldaten worden gehuisvest.
Tijdens de Franse Revolutie werd de citadel gesloopt. In de 19e eeuw werd op deze plaats een landhuis gebouwd. Ook van de stadsmuur is niet veel meer behouden gebleven.